# Chã de Igreja (Ribeira Grande)
 Chã de Igreja es una villa caboverdiana del municipio de Ribeira Grande.

## Geografía
La villa está situada en la isla de Santo Antão.

## Organización territorial
La villa abarca los lugares y barrios de:
- Cabouco de Tarefe
- Chã de Cima
- Chã de Igreja
- Covoada
- Cruz
- Cruzinha
- Curral de Mocho
- Fajã Grande
- Fundo de Mocho
- Ladeira
- Lombo Clara de Mocho
- Lombo de João Pedro
- Selada de Mocho